# Peter Anton Schleisner
Peter Anton Schleisner (* 15. Juni 1818 in Kongens Lyngby; † 26. Februar 1900) war ein dänischer Arzt und Epidemiologe.

## Leben
Schleisner war der Sohn des Textilfabrikanten Gottlieb Daniel Schleisner und seiner Frau Christiane, geb. Grüner. Sein älterer Bruder war der Maler Christian Andreas Schleisner.
Er wurde 1847 zu den Westmännerinseln gesandt, um die dortige Tetanus-Epidemie bei Neugeborenen (Tetanus neonatorum) zu untersuchen. Als er dort eintraf, lag die Sterblichkeit der Neugeborenen zwischen 600 und 740 pro 1000 Kindern. Er errichtete ein kleines Hospital und führte Behandlungen mit Perubalsam durch. Schleisner vermutete, dass die Infektionen durch Tröpfcheninfektion, direkten Körperkontakt oder schlechte Hygiene verursacht wurden. Durch seine Tätigkeit verringerte sich die Neugeborenen-Sterblichkeit auf fünf Prozent.